# Wolfgang Koeppen
Wolfgang Koeppen (Greifswald, Pomerania, 23 de junio de 1906 - Múnich, 15 de marzo de 1996) fue un escritor alemán.

## Biografía
Quiso ser librero, fue ayudante de dramaturgia y más tarde redactor del Berliner Börsen-Courier. Al cierre de este periódico, se inició en la literatura.
Fue uno de los más importantes escritores alemanes del siglo XX, quizá el prosista más original, el más destacado estilista de la literatura alemana, en palabras del crítico Marcel Reich-Ranicki, así como referencia para escritores como Günter Grass o W. G. Sebald. Sobre todo, Koeppen es considerado el gran novelista alemán de la posguerra.[cita requerida] Entre 1951 y 1954, cuando los escritores alemanes intentaban ubicarse en la situación que la derrota alemana había traído consigo, escribió tres novelas sobre la realidad de la Alemania que comenzaba a resurgir, sumida en la culpa y en el horror por lo vivido bajo el nazismo, la reconstrucción y el milagro económico. La trilogía, que supuso su reconocimiento literario, la componen Palomas en la hierba (1951), El invernadero (1952) y Muerte en Roma (1954). Además de la trilogía, escribió también Anotaciones de Jakob Littner desde un agujero bajo tierra (1948), una de las primeras manifestaciones literarias del Holocausto, que narra la experiencia de un comerciante judío de Múnich que tras ser deportado a Polonia, se esconde, previo pago, en el sótano de un noble polaco arruinado. 
El estilo de Koeppen es personal e innovador, de prosa elegante y sutil. En 1962 fue distinguido con el Premio Georg Büchner, el más prestigioso que se otorga en lengua alemana. Considerado uno de los más importantes escritores alemanes del siglo XX, quizá el prosista más original, el más destacado estilista de la literatura alemana.» Marcel Reich-Ranicki. «El mejor autor alemán de su época.» Günter Grass.